# Young Romance
Young Romance est un romance comics américain créé par Jack Kirby et Joe Simon et publié d'abord par Prize Publications puis par DC Comics.

## Historique de la publication
En 1947, Joe Simon et Jack Kirby, auteurs de comics déjà connus pour avoir créé Captain America, travaillent pour l'éditeur Prize Publications. Ils produisent deux comics surfant sur la vague des comics policiers avec les titres Headline Comics et Justice Traps the Guilty. Voyant que les revues évoquant de « vraies histoires » amoureuses se vendent bien, ils ont l'idée de proposer le même contenu dans un comic book. Ils proposent le concept à leur éditeur habituel, Prize Publications qui accepte de se lancer dans l'aventure. Le premier numéro porte la date de septembre / octobre 1947 et se vend très bien. Le succès de ce comics est très important au point que l'éditeur décide, à partir du troisième numéro, de tripler le nombre d'exemplaires à la vente. Simon et Kirby créent ensuite d'autres comics sur le même modèle (Young love en 1949 et Young Brides en 1952). Cependant ils ne peuvent assurer l'écriture et le dessin de tous les comics qu'ils sont censés produire, aussi ont-ils recours à d'autres dessinateurs. En 1963, Prize arrête ses activités et le titre est repris par DC Comics qui le publie jusqu'en 1975.